# 伯尔芬克
伯尔芬克是德国莱茵兰-普法尔茨州的一个市镇。总面积8.22平方公里，总人口181人，其中男性91人，女性90人（2011年12月31日），人口密度22人/平方公里。